# روبرت نويس
روبرت نورتون نويس (بالإنجليزية: Robert Noyce) من مواليد (12 ديسمبر 1927) ووفيات (3 يونيو 1990) شارك في تأسيس فيرتشايلد لأشباه الموصلات في 1957 وشركة إنتل في عام 1968. وله الفضل أيضا (مع جاك كيلبي) في اختراع الدائرة المتكاملة. وبينما سبق كيلبي نويس باختراعه بستة أشهر، فلم يرفض أياً منهما لقب «المخترعان المتشاركان». وقد كان نويس دوماً مثلاً أعلى وأب حنون لجيل كامل من الرواد، ومنهم ستيڤ جوبس في أپل

## حياته
حصل على الدكتوراه من معهد ماساتشوستس للتقنية عام 1953م. وهو يعد من الشخصيات الأسطورية التي أسست ما يعرف بوادي السليكون في كاليفورنيا والذي يعد العاصمة التقنية للعالم اليوم. ولـنويس إنجاز هائل آخر يتمثل في ابتكاره للمعالج الدقيق (بالإنجليزية: Microprocessor) الذي يعد تطويراً ثورياً لفكرة الدارة المتكاملة وهو الابتكار الذي تعمل به ملايين الحاسبات اليوم. وقد تم تقديم هذا الابتكار عبر شركة أسسها روبرت وزميله غوردون مور وأسمياها إنتل ، وهي بذاتها تعد إنجازاً يخلد ذكرى الرجل الذي وافته المنية عن 62 عاماً إثر أزمة قلبية.

## النشأة والأجداد
ولد في 12 ديسمبر , 1927, في بيرلنجتون، Iowa,[4][5] لعائلة ذات جذور عميقة للغرب الأوسط التي تعود إلى ماي فلاور الحب بروستر، مؤسس مدينة بريدجووتر ، ماساتشوستس ؛ وليم بروستر ، زعيم مستعمرة زعيم مستعمر الحاج والروحية الأكبر من مستعمرة بليموث؛ ووليام برادفورد، حاكم مستعمرة بليموث والموقع الثاني والمهندس المعماري الرئيسي لاتفاق ماي فلاور في ميناء بروفينستاون [6][7][8] كما أنه كان من سلالة مارثا وادز ورث بروستر ,[9] الشاعر الأميركي البارز في القرن 18 والكاتب ، والقس روبن جايلورد، أحد رجال الدين ومؤسس كلية غرينيل .[10][11]
كان الثالث لأربعة أبناء [4][5] للقس. رالف بروستر نويس .[12][13] وكان والده هو خريج عام 1915 كلية دوان ؛ تخرج من كلية أوبرلين 1920، وتخرجت من مدرسة شيكاغو اللاهوتية عام 1923 . وكان يمثل جماعة رجال الدين ومدير مشارك لمؤتمر لمجمع أيوا للكنائس في 1930 و 1940.

## براءات الاختراع
تم تسجيل 16 براءة اختراع بإسمه .